# David M. Young Jr.
David M. Young Jr. (Quincy, Massachusetts, 20 de outubro de 1923 – Austin, 21 de dezembro de 2008) foi um matemático e cientista da computação estadunidense, um dos pioneiros na área da moderna análise numérica/computação científica.

## Contribuições
Young é mais conhecido por estabelecer a estrutura matemática de métodos iterativos (também conhecido como pré-condicionamento). Estes algoritmos são usados atualmente em supercomputadores de alta performance para a solução numérica de grandes sistemas lineares esparsos, que surgem em problemas envolvendo equações diferenciais parciais. Ver, em particular, os métodos da successive over-relaxation (SOR) e da symmetric successive over-relaxation (SSOR).
Quando David Young iniciou suas pesquisas sobre métodos iterativos no final da década de 1940, havia algum ceticismo com a ideia de usar métodos iterativos nos novos computadores para resolver problemas de tamanho industrial. Desde a tese inovadora de Young, os métodos iterativos são utilizados em uma ampla gama de pesquisas científicas e de engenharia, com uma variedade de novos métodos iterativos sendo desenvolvidos.

## Educação e carreira
David Young obteve o grau de bacharel em 1944 no Instituto Webb. Após trabalhar na Marinha dos Estados Unidos durante parte da Segunda Guerra Mundial, foi estudar matemática na Universidade Harvard, onde obteve um mestrado em 1947 e um Ph.D em 1950, orientado por Garrett Birkhoff. Young começou sua carreira acadêmica na Universidade de Maryland, sendo o primeiro professor de um curso de matemática focado principalmente sobre análise numérica e programação de computadores. Após trabalhar durante vários anos na indústria aeroespacial em Los Angeles, tornou-se professor da Universidade do Texas em Austin em 1958. Foi diretor fundador do Centro de Computação da universidade e depois do Center for Numerical Analysis (CNA) em 1970. Foi depois Professor da Cátedra Ashbel Smith de Matemática e Ciência da Computação bem como membro fundador do Institute for Computational Engineering and Sciences (ICES), todos na Universidade do Texas em Austin.

## Prêmios e condecorações
David Young foi fellow da Associação Americana para o Avanço da Ciência. Foi condecorado pela Association for Computing Machinery (ACM) em 1990 por "outstanding contributions to computer science". Em outubro de 1988 ocorreu a primeira IMACS International Conference on Iterative Method em Austin, Texas, em comemoração de seu aniversário de 65 anos. O livro Iterative Methods for Large Linear Systems (David R. Kincaid e Linda J. Hayes, Eds., Academic Press, 1990) contém as palestras convidadas então apresentadas. Uma edição especial do periódico Journal of Linear Algebra and Its Applications foi dedicada a seu aniversário de 70 anos. Em 1998 a quarta IMACS Iterative Conference foi organizada na Universidade do Texas em Austin em reconhecimento especial a seu aniversário de 75 anos e ao aniversário de 70 anos de Richard Steven Varga. Em 2000 foi organizado em simpósio no encontro anual da Society for Industrial and Applied Mathematics (SIAM) em Porto Rico por ocasião do aniversário de 50 anos da publicação de Young sobre o método SOR.

## Livros
- A Survey of Numerical Mathematics (with Robert Todd Gregory), Vol. 1-2, Addison-Wesley, 1973. (reprinted by Dover, 1988)
- Iterative Solution of Large Linear Systems, Academic Press, 1971. (reprinted by Dover, 2003)
- Applied Iterative Methods (with Louis A. Hageman), Academic Press, 1981. (reprinted by Dover,2004)